# Людвіг II (фільм, 1922)
«Людвіг II» (нім. Ludwig II, альтернативні назви: Людвіг II, король Баварії; Король Людвіг II; Людвіг II. Королівський дивак) — німий чорно-білий австрійський біографічний фільм 1922 року, поставлений режисером Отто Крейслером з Олафом Фйордом в ролі Людвіга II та Ойгеном Прейссом в ролі композитора Ріхарда Вагнера. У стрічці відтворені сцени з життя баварського короля Людвіга II.

## У ролях
| Олаф Фйорд      | ···· | Людвіг II             |
| Теа Розенквіст  | ···· | баронеса Тірнау       |
| Ойген Прейсс    | ···· | Ріхард Вагнер         |
| Франц Шерер     | ···· | кайзер Франц Йосиф I  |
| Джина Пух-Клітч | ···· | імператриця Єлизавета |

| Йозеф Глюкманн | ···· | брат Отто |
| Пауль Асконас  | ···· | Луїтпольд |
| Йозеф Шрайбер  | ···· | Бісмарк   |
| Фердинанд Онно | ···· |           |